# 管理官 明石美和子 十四番目に来た女
『管理官 明石美和子 十四番目に来た女』（かんりかん あかしみわこ じゅうよんばんめにきたおんな）は、2018年3月4日にテレビ朝日系「日曜ワイド」で放送された刑事ドラマ。主演は戸田恵子。

## 登場人物
- 明石美和子（警視庁捜査第一課 管理官・マサルの妻） - 戸田恵子
- 野崎勇太（警視庁捜査第一課 巡査部長・サイバー犯罪対策課から異動） - 加藤諒
- 松岡真（警視庁捜査第一課 巡査部長） - 前川泰之[1]
- 栗原洋介（黒瀬川トレーディング 紙パルプ部門経営企画課 社員） - 内田滋
- 黒瀬川幸弘（黒瀬川トレーディング 代表取締役） - 神尾佑
- 岡沢有希（岡沢の妻） - 大路恵美
- 倉持孝夫（鑑識課員） - 八十田勇一
- 長谷川守男（ハセガワ印刷工業 社長） - 俵木藤汰[2]
- 岡沢芳樹（黒瀬川トレーディング 紙パルプ部門経営企画課 課長） - 大迫一平
- 水野多恵（元派遣社員） - 渋谷飛鳥
- 近藤和夫（黒瀬川トレーディング 専務） - 螢雪次朗
- 黒瀬川トレーディング 社員 - 依田哲哉、松井ショウキ、福田温子、渥美麗
- 交通課の刑事 - 小野田せっかく[3]
- リポーター - 倉沢学、内海香織[4]
- 冒頭ナレーション - 篠原剛[5]
- 沢山美樹（女優） - 安藤彩華[6][7]
- シュンイチ（警視庁立番警官） - 羽田野玄多
- 宇佐見昌義（警視庁捜査第一課 警部補） - モト冬樹
- 梶原誠二（警視庁捜査第一課長） - 篠井英介[8]

## スタッフ
- 脚本 - 寺田敏雄
- 監督 - 岡嶋純一
- ゼネラルプロデューサー - 関拓也（テレビ朝日）
- プロデューサー - 岩﨑文（ユニオン映画）、辰巳暢一（ユニオン映画）
- 制作 - テレビ朝日、ユニオン映画